# Kingdom Identity Ministries
Kingdom Identity Ministries (KIM) és un ministeri cristià que es troba a Harrison, Arkansas, que defensa el racisme, l'antisemitisme i l'execució de les persones homosexuals. El seu lloc web declara que KIM és un ministeri de predicació per a la raça escollida per Déu, l'autèntica Israel, els pobles blancs europeus.
KIM funciona principalment com una distribuïdora de llibres sobre el moviment de la identitat cristiana, propaganda i enregistraments de so. KIM també ofereix cursos a través del "Institut Americà de Teologia" i produeix un programa de radio, "L'Herald de la Veritat", que és emès per ona curta i per internet. El Centre legal per a la pobresa del sud considera al ministeri KIM com el major subministrador de materials relacionats amb el moviment de la identitat cristiana.
El ministeri KIM va ser fundat en 1982 per Mike Hallimore i té els drets d'autor de diverses obres relacionades amb la identitat cristiana produïdes per Bertran Camparet i pel reverend Wesley A. Swift. A més del material relacionat amb la identitat cristiana, KIM distribueix material supremacista blanc, i ha enviat pamflets a diverses comunitats rurals de Pennsilvània. En 2007, KIM va finançar la distribució de discos compactes amb continguts que promouen el poder blanc.